# Прапор Чопа
Пра́пор Чо́па затверджений 24 грудня 2002 року рішенням Чопської міської ради.

## Опис
Квадратне полотнище, розділене вертикально на дві рівновеликі частини, на синьому фоні від древка — жовтий ключ вушком догори, поле з вільного краю розділене на 5 рівновеликих горизонтальних хвилястих смуг — 3 білі та 2 сині.

## Значення символів
Дві сині смуги символізують розташування міста між р. Латориця та р. Тиса. Жовтий ключ символізує місто як «ворота в Україну».
Автор прапора — Андрій Гречило, голова Українського геральдичного товариства.